# Gertrud Bobek
Gertrud Bobek (geboren 15. November 1898 in  Bingen; gestorben 25. Juni 2000 in Bautzen) war eine deutsche Widerstandskämpferin gegen den Nationalsozialismus und in der DDR ein hochrangiges Mitglied der SED, Staatssekretärin und stellvertretende DDR-Ministerin für Volksbildung von 1954 bis 1958. Die Stadt Bautzen verlieh ihr zu Zeiten der DDR die mittlerweile erloschene Ehrenbürgerschaft.

## Leben
Gertrud Denner war eine Tochter des approbierten Dozenten für Elektrotechnik Otto Denner und seiner Ehefrau Helene. Sie studierte in München und promovierte an der Philosophischen Fakultät der Berliner Universität.

### Von der SPD zur KPD
Schon während des Studiums engagierte sie sich in der linken freien Studentenbewegung. 21-jährig wurde sie Mitglied der SPD, erklärte aber 1928 den Parteiaustritt. Mit 28 heiratete sie den deutschjüdischen Physikochemiker Dr. Felix Bobek, der in einem Versuchslaboratorium der Berliner Elektrofirma Osram beschäftigt war. Sie wurde Mutter zweier Töchter, später mit dem Namen Eva Müller und Anna Kerstan. Zusammen mit ihrem Ehemann trat sie 1932 der KPD in Berlin bei. Auch nach dem Reichstagsbrand und der danach verstärkt betriebenen Verfolgung von Regimegegnern waren beide Eheleute weiterhin politisch aktiv tätig. Felix Bobek wurde wegen illegaler antifaschistischer Aktivitäten 1935 verhaftet. Daraufhin floh Gertrud Bobek mit ihren Töchtern und emigrierte mit ihnen in die Sowjetunion. Ihr Mann wurde am 22. Januar 1938 in Plötzensee wegen „Landesverrates“ hingerichtet.

### Exil in der Sowjetunion
Vom Mai 1936 bis September 1944 war sie als wissenschaftliche Mitarbeiterin im Moskauer Internationalen Agrarinstitut und im Geographischen Institut der Akademie der Wissenschaften tätig. Die beiden Töchter ließ sie in staatlichen Kinderheimen erziehen. In diesen Jahren entwickelte sie sich von einer Antifaschistin zu einer überzeugten Kommunistin marxistisch-leninistischer Prägung.
Dem stalinistischen Terror durch Verhaftungen und Ermordung unter deutschen Emigranten konnte sie entgehen. Im Oktober 1941 wurde das Moskauer Institut nach Alma-Ata in Kasachstan evakuiert. Gertrud Bobek blieb dort, bis sie im Herbst 1944 vom Politkomitee angefordert wurde. Nahe Moskau wurde sie für die künftige Tätigkeit im sowjetisch besetzten Gebiet Deutschlands ausgebildet, zum Teil von prominenten Politemigranten wie Hermann Matern, Oelssner oder Winzer. Sie war eine der wenigen Frauen dieser Einheit, die in den sowjetisch besetzten Gebieten möglichst rasch eine funktionierende zivile Verwaltung installieren sollte.

### Zeit als Funktionärin
Drei Wochen nach Kriegsende, am 28. Mai 1945, kam Gertrud Bobek mit der letzten Gruppe der ausgebildeten Sonderbeauftragten wieder nach Deutschland. Sie wurde als Kommissarin nach Bautzen gesandt und  bemühte sich, für die Verwaltung von Stadt und Landkreis geeignete kommunistische und antifaschistische Kader zu finden. Da die KPD in Bautzen weitgehend zerschlagen war, war dies ein schwieriges Unterfangen. Sie wirkte bei der Entlassung NS-belasteter Lehrer mit und konnte in dieser Zeit die Hinrichtung aller ehemaligen NSDAP-Mitglieder in Bautzen verhindern, die ein Offizier der Roten Armee eigenmächtig durchsetzen wollte. Zunächst in Bautzen als berufsmäßige Stadträtin eingesetzt, gelang ihr dann in der DDR eine politische Karriere. So war sie als Staatssekretärin für die Lehrerbildung ebenso zuständig wie für Kindergärten, Jugendhilfe und Heimerziehung. Von 1954 bis 1958 war sie stellvertretende DDR-Ministerin für Volksbildung. Anschließend wurde sie als Direktorin mit der Leitung der Pädagogischen Schule für Kindergärtnerinnen in Leipzig beauftragt. Ab 1965 zog sie sich aus dem öffentlichen Leben zurück und schrieb bis 1985 ihre Lebenserinnerungen. 1983 wurde ihr der Karl-Marx-Orden verliehen. 1968 erhielt sie den Vaterländischen Verdienstorden in Gold, 1973 die Ehrenspange und 1978 den Orden Stern der Völkerfreundschaft in Gold. Sie starb im Juni 2000 in Bautzen.

## Schriften
- Anna Kerstan; Eva Müller (Hrsg.): Gertrud Bobek. Erinnerungen an mein Leben: aufgeschrieben in den Jahren 1965 bis 1985. Taucha: Tauchaer Verlag, 1998 ISBN 3910074936